# Francisco E. García
Francisco E. García är en ort i Mexiko.   Den ligger i kommunen Guadalupe och delstaten Zacatecas, i den centrala delen av landet, 500 km nordväst om huvudstaden Mexico City. Francisco E. García ligger 2 016 meter över havet och antalet invånare är 434.
Terrängen runt Francisco E. García är en högslätt. Runt Francisco E. García är det glesbefolkat, med 15 invånare per kvadratkilometer. Närmaste större samhälle är Dulce Grande, 12,0 km öster om Francisco E. García. Omgivningarna runt Francisco E. García är i huvudsak ett öppet busklandskap.